# MUアークライン
MUアークライン株式会社（エムユーアークライン）は、山口県宇部市に本社を置く海運会社。UBE三菱セメントの完全子会社である。
2024年（令和6年）10月1日に宇部興産海運からMUアークラインに社名が変更された。

## 事業内容
- コンテナ事業 - 国際複合一貫輸送事業のほか、宇部港を中心に国際・内航定期コンテナ航路を開設している。また商社、貿易代行、輸出入通関などを行う。
- 内航海運事業
- 港湾運送事業
- エンジニアリング事業
- 産業廃棄物処理事業
- 船舶代理店事業
- 機械器具設置工事業（建設業）

その他

## 沿革
- 1942年（昭和17年）- 戦時統制経済下、宇部港の港運会社を集約し、宇部港運株式会社を設立。
- 1949年（昭和24年）- 同栄運輸株式会社に社名変更。
- 1959年（昭和34年）- 宇部興産（現・UBE）が資本参加。
- 1964年（昭和39年）- 内航海運事業に進出。
- 1995年（平成7年）- 新大図汽船を吸収合併すると共に、宇部興産の船舶部門を統合し、社名を宇部興産海運株式会社に変更。
- 1996年（平成8年）- 外航コンテナ事業開始。
- 1998年（平成10年）- 東京営業所開設。
- 2000年（平成12年）- ISM（安全管理システム）認証取得（任意）。
- 2001年（平成13年）- 技術コンサルタント事業開始。
- 2002年（平成14年）- ISO 9001（品質マネジメントシステム）認証取得（国際グループ）。
- 2017年（平成29年）- 株式交換により宇部興産の完全子会社となる。
- 2022年（令和4年）- 宇部興産がUBEに社名変更。事業再編に伴い当社の親会社がUBE三菱セメントに変更。
- 2024年（令和6年）- 社名をMUアークライン株式会社に変更。